# Anoxypristis cuspidata
Az Anoxypristis cuspidata a porcos halak (Chondrichthyes) osztályának Rhinopristiformes rendjébe, ezen belül a fűrészesrájafélék (Pristidae) családjába tartozó faj.
Nemének egyetlen faja.

## Előfordulása
Az Anoxypristis cuspidata fő előfordulási helyei az Indiai-óceán, a Vörös-tenger és a Perzsa-öböl, egészen Pápua Új-Guineáig, valamint a Csendes-óceán nyugati része Japántól Észak-Ausztráliáig. Korábban a Csendes-óceán középnyugati részén is gyakori volt, azonban ott állománya erősen lecsökkent.

## Megjelenése
Hossza elérheti a 470 centimétert. 246-282 centiméteresen számít felnőttnek. Cápaszerű teste, felül szürke, alul pedig világosabb. Az úszói is világosabbak, mint a test többi része. Lapos feje, hosszú, csőrszerű képződményben végződik, amelynek oldalán 18-22 fogpár ül. Összecsukható orrlyukai szűkek. Fogai rövidek, lapítottak és háromszög alakúak. A kifejlett halak bőre sok ezer apró, éles fogaspikkelyel fedett, melyet a dörzspapírhoz lehet hasonlítani; a fiatalok bőre sima felületű.

## Életmódja
Az Anoxypristis cuspidata trópusi halfaj, amely egyaránt megél a sós-, édes- és brakkvízben is. 40 méternél mélyebbre nemigen úszik le. Gyakran a folyótorkolatokban található meg. Az öblök homokos részeit részesíti előnyben. Tápláléka kisebb halak és tintahalak.

## Szaporodása
Az Anoxypristis cuspidata ál-elevenszülő, vagyis a hím által megtermékenyített peték, a nőstény petefészek vezetékének üregében fejlődnek ki. Ha eljön a szülés ideje, az anya kitolja az érett petéket (ikrákat). A belső nyomástól feszülő ikraburok a szülés pillanatában szétreped, és a kis halivadék a szülőcsatornából a szó szoros értelmében, általában farokkal előre, kilökődik az anya testéből.

## Felhasználása
Az Anoxypristis cuspidatának van ipari mértékű halászata. A sporthorgászok is kedvelik, azonban vigyázni kell, mert ez a békés állat, ha horogra kerül, vagy veszélyben érzi magát, elkezd hevesen vergődni, és ilyenkor fűrészes szájával megsebesítheti támadóját, a halászt is. Ázsiában főleg húsáért és májáért halásszák; az utóbbi teli van halolajjal.